# Derde Slag om Artesië
Het Artois-Loosoffensief was een Frans-Britse aanval tijdens de Eerste Wereldoorlog in Artesië, die samenviel met het Champagne-offensief in de Champagne. Na in eerste instantie succesvol te zijn geweest, werden de geallieerden teruggedrongen. Vanwege de nietige terreinwinst, ten koste van 300.000 slachtoffers (beide offensieven samen), nam de Britse opperbevelhebber John French ontslag.

## Voorspel
De Franse opperbevelhebber, Joseph Joffre, pleitte al een tijdje voor een grootschalig offensief in Artesië en de Champagne om de Duitse verdediging de baas te kunnen. French en Joffre hadden ongeveer dezelfde ideeën over hoe een toekomstig offensief er zou gaan uitzien: een lang en intensief voorbereidend artilleriebombardement, waarna de infanterie de verwoeste Duitse loopgravenlinies een voor een zou innemen. Daarna zouden de reserves in de strijd gegooid worden om de aanval voort te zetten.
De geallieerde troepenverdeling was als volgt:
- In Artesië werden grotendeels Britse troepen geplaatst, met één Frans leger aan hun rechterzijde.
- In de Champagne waren enkel Franse troepen gelegerd. Hier hadden ze een overmacht van drie tegen één en beschikte men over 2.000 kanonnen, onder meer enkele uit de forten van Verdun.

## In de Champagne
Vier dagen lang teisterde de geallieerde artillerie de Duitse stellingen. Op 25 september ging de Franse infanterie over the top, met initiële successen. Ze slaagden erin vele krijgsgevangenen te maken en de eerste Duitse loopgravenlinie te doorbreken.
Hierna ging het de aanvallers echter minder voor de wind: vijf km achter het front hadden de Duitsers een tweede verdedigingslijn aangelegd, inclusief verborgen mittrailleurnesten. Toen de Franse infanterie in deze zwaar verdedigde zone terecht was gekomen, werd de aanval een halt toe geroepen.
Door de aanvoer van Duitse troepen van het oostfront, was de hervatting van het offensief op 6 oktober ten dode opgeschreven.
In Artesië liep de aanval van het Franse Tiende Leger op de heuvelrug van Vimy op niets uit. De goed verschanste Duitse verdediging had een uitstekend zicht op de omgeving en maaide de aanvallers neer met hun mitrailleurs.

## Bij Loos
De Britten vielen rond Loos aan. Omdat men hier niet de beschikking had over voldoende artillerie, gebruikten ze voor de eerste maal chloorgas. Door het wisselvallige weer waaide het gifgas echter regelmatig de andere kant op. Om half negen begon de zeer succesvolle Britse infanterieaanval. Territoriale troepen veroverden Loos, en kwamen tot in de buurt van Lens, maar werden hier met zware verliezen door Duitse mitrailleurs teruggedreven. De Britse reserves kwamen om half 10 op gang, maar ze waren te ver van het front gelegerd, waardoor ze deze korte kans op verder succes niet konden benutten. Verdere aanvallen liepen eveneens vast.

## Nasleep
De Britse opperbevelhebber French nam ontslag vanwege de mislukking en hij werd vervangen door Douglas Haig - die nota bene daarvoor zelf de leiding had over het Britse Eerste Leger, dat de aanval bij Loos uitvoerde.
Luik · Halen · Grenzen · 1ste Marne · Antwerpen · Race naar de Zee · 1ste Ieper · Neuve-Chapelle · 2de Ieper · 2de Artesië · Heuvel 62 · 3de Artesië · Loos · Verdun · Hulluch · Mount Sorrel (Zillebeke) · Somme · Arras · Vimy · 2de Aisne (Nivelle-Offensief) · Mesen · 3de Ieper (Passendale) · Cambrai · Lenteoffensief (Michael · Blücher-Yorck · Gneisenau · Georgette — 4de Ieper · 2de Marne — Rheims-Marneschutz) · Belleaubos · Château-Thierry · Hamel · Honderddagenoffensief